# Sägnernas hus

Sägnernas hus startade 1996 och är en ombyggd, tillbyggd och renoverad gård i Sandhem, Mullsjö kommun i Sverige. 2004 invigdes ett museum med gammal folktro som tema.
Under sommarperioden brukar dansband spela här och i december brukar man anordna julmarknad. 